# Landsförvisning
Landsförvisning, ostracism, innebär tvång mot en medborgare att för viss tid eller för all framtid vistas utanför sitt hemland. Det var förr ett vanligt straff, särskilt för politiska och religiösa brott. Landsförvisning som straff avskaffades i Sverige 1864. Svenska medborgare är genom grundlagen (2 kap. 7 § regeringsformen) skyddade mot att bli landsförvisade från Sverige och får enligt samma lagrum inte heller hindras att resa in i riket.

## Historik
Landsförvisning var förr, med eller utan tillägg av annan bestraffning, ett ingalunda ovanligt straff för mera betydande förbrytelser. Senare lagstiftningen har däremot förkastat denna straffart. Använd i något större utsträckning, leder densamma till ett utbyte av förbrytare länderna emellan, vilket innebär de största faror för rättstillståndet. Från denna synpunkt är det i åtskilliga länders strafflagstiftning ännu förekommande deportationsstraffet ett lämpligare ersättningsmedel. Dessutom träffas detta straff av den anmärkningen, att det drabbar olika förbrytare mycket olika. Ytterst kännbart för den, som är medellös och till följd av sitt yrkes beskaffenhet eller andra förhållanden inte kan förvärva sig sitt uppehälle på främmande ort, medför det jämförelsevis ringa olägenhet för den, som har förmögenhet eller eljest var som helst kan finna sin utkomst.
I Sverige stadgade Missgärningsbalken i 1734 års lag landsförvisning för avfall från den rena evangeliska läran, för utspridande av villfarande lärosats, för utsättande av lögner och falska rykten, som rörde rikets säkerhet, med flera förbrytelser. Alla stadganden om landsförvisning bortföll emellertid genom 1864 års strafflag. Detta skedde efter en långvarig debatt som också kopplade till striden för ökad religiös frihet. De fåtaliga landsförvisningar som ännu utdömdes i Sverige i mitten av 1800-talet skedde främst för religiösa brott. I Norge anses de äldre bestämmelserna om detta straff ha blivit upphävda genom 1842 års kriminallag. l Danmark avskaffades landsförvisningsstraffet 1827. I Finland upphävdes Missgärningsbalkens stadganden om landsförvisning genom förordningen om den nya strafflagens införande (1889). Utlänning, som gjort sig förfallen till ansvar för proselytmakeri, kan emellertid enligt denna lag dömas att efter utståndet straff förvisas från landet.